# シルクロード:ザラフシャン＝カラクム回廊
シルクロード:ザラフシャン＝カラクム回廊（シルクロード:ザラフシャン＝カラクムかいろう）は、2023年に登録されたUNESCOの世界遺産リスト登録物件の一つである。ザラフシャン川沿いの地域やカラクム砂漠を経てメルブ・オアシスへ至る約866キロメートルの交易路に関する中央アジアの世界遺産で、タジキスタン、ウズベキスタン、トルクメニスタンの構成資産34件で成り立っている。

## 登録経緯

### 推薦への流れ
本資産の推薦に先立って、世界遺産委員会で審議されていた物件があった。ウズベキスタンとタジキスタンの推薦物件であった「シルクロード:パンジケント-サマルカンド-ポイケント回廊」 (Silk Roads: Penjikent-Samarkand-Poykent Corridor) がそれであった。
ウズベキスタンの暫定リスト記載は2010年2月19日で記載名称は「ウズベキスタンのシルクロード遺跡群」(Silk Roads Sites in Uzbekistan)、タジキスタンの暫定リスト記載は2013年1月15日で記載名称は「タジキスタンのシルクロード遺跡群」(Silk Roads Sites in Tajikistan) であった。推薦対象は「パンジケントの古代都市」(Ancient Town of Penjikent)、「ポイケント」(Poykent)、「チョル＝バクル」(Chor-bakr)、「ヴァブケントのミナレット」(Vobkent Minaret) など計12件であったが、諮問機関の国際記念物遺跡会議（ICOMOS）からは、なぜその12件に絞ったのかについて価値の証明が不十分であり、推薦時点では完全性と真正性と世界遺産登録基準のいずれも全く満たせていないとして、「登録延期」を勧告された。また、登録範囲に含まれる既存の世界遺産登録物件「ブハラ歴史地区」と「サマルカンド - 文化交差路」との関連性を明確にすることを求められ、ヴァブケントのミナレット周辺での大病院を含む開発への懸念なども示された。
2014年の第38回世界遺産委員会での審議は勧告通り「登録延期」とするか、勧告よりも一段上の「情報照会」決議とするかで委員国の見解は二分された。ICOMOSや副議長国の日本などからは、ICOMOSの専門調査員の再派遣（再評価）なしでも再審議が可能になる「情報照会」決議とした場合に、抱えている問題点を適切に対処しきれるかどうかへの懸念も示されたが、「情報照会」決議としつつも、推薦国からの要望しだいでICOMOSが専門調査員を再派遣できるという妥協案が示されたことで、最終的に「情報照会」決議に落ち着いた。
他方、トルクメニスタンの暫定リストには、「トルクメニスタンのシルクロード遺跡群」（Silk Roads Sites in Turkmenistan, 2010年3月1日記載）があり、アムル、メルヴ、ホラズム、ヘラート、サラフス、ニサなど、トルクメニスタンや周辺諸国に存在した交易拠点群を結ぶかつての交易路上に残る計29件で構成されていた。
そのトルクメニスタンも加えた資産の練り直しの結果、本資産の推薦のための暫定リスト記載は、2021年1月に各国で相次いで行われた。

### 審議
世界遺産委員会の諮問機関である国際記念物遺跡会議 (ICOMOS) は、タジキスタンの構成資産について将来的な「軽微な変更」の検討など、いくつかの点は付帯的に助言したが、世界遺産としての顕著な普遍的価値を認め、「登録」を勧告した。審議でも勧告通りに登録が認められた。
シルクロードの回廊の登録は、シルクロード:長安-天山回廊の交易路網（中華人民共和国・カザフスタン・キルギスの世界遺産、2014年）に続いて2件目である。タジキスタン、トルクメニスタンにとっては初の国境を越える世界遺産、ウズベキスタンにとっては西天山に続く2件目の国境を越える世界遺産となった。

## 構成資産

### タジキスタン
タジキスタンの構成資産は9件あり、いずれもソグド州内に存在する。含まれるのは、前回推薦時にも含まれていた「古代パンジケントの都市」(Town of Ancient Penjikent, ID1675-009) をはじめ、集落、城塞、マウソレウムなどで、構成資産の分類では、パンジケントの都市遺跡のみが平原部門で、それ以外は全て山岳部門に属する。

### ウズベキスタン

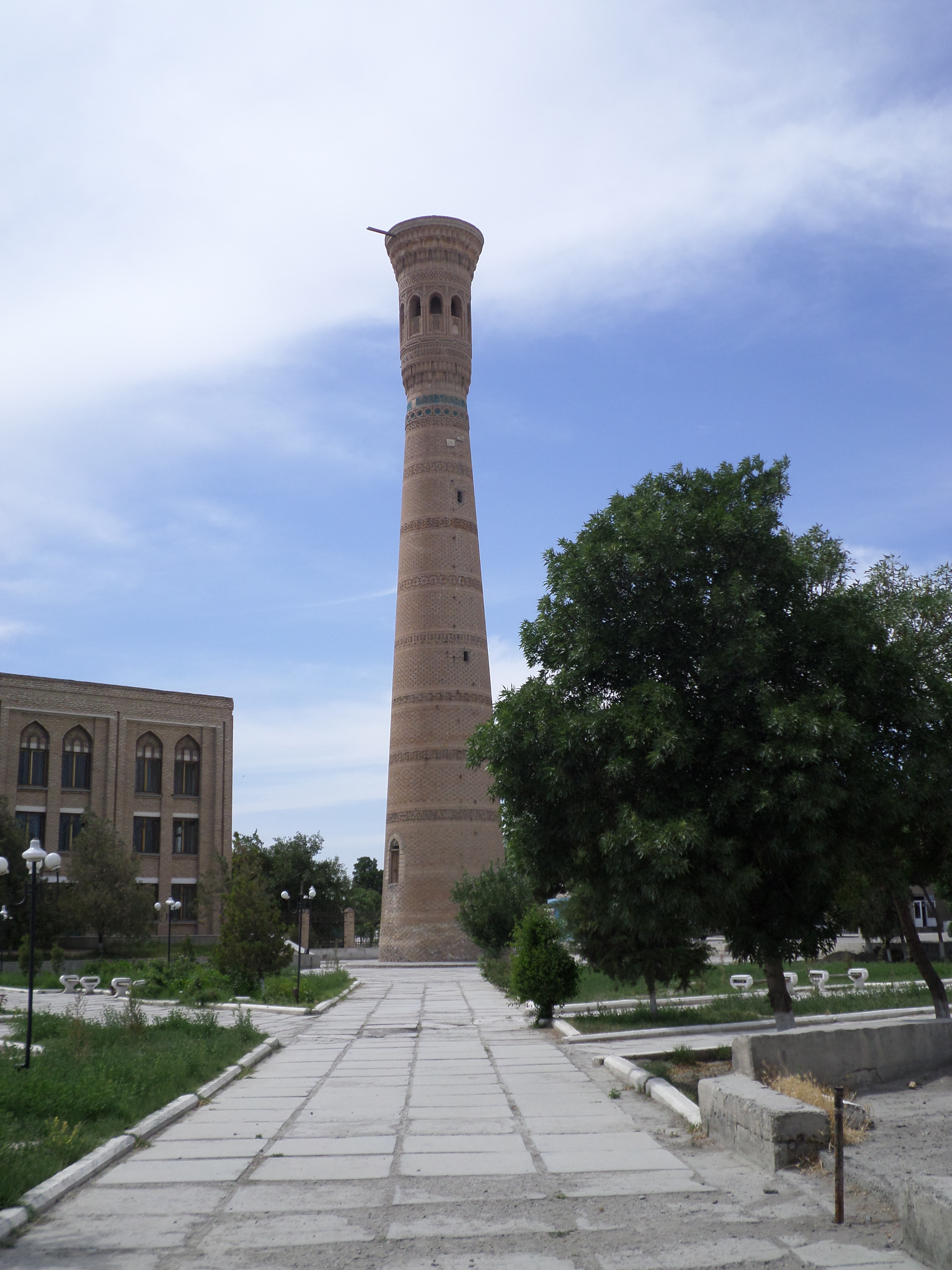
ヴァブケントのミナレット

ウズベキスタンの構成資産は16件あり、ブハラ州、ナヴォイ州、サマルカンド州の3州にまたがる。含まれるのは、前回推薦時にも含まれていた「ヴァブケントのミナレット」(Vobkent Minaret, ID1675-021) をはじめ、集落、マウソレウム、キャラバンサライなどで、構成資産の分類では、全て平原部門に属する。

### トルクメニスタン
トルクメニスタンの構成資産は9件あり、レバプ州、マル州の2州にまたがる。含まれるのは集落やキャラバンサライなどで、いずれも構成資産の分類では砂漠部門に属する。

## 登録基準
この世界遺産は世界遺産登録基準のうち、以下の条件を満たし、登録された（以下の基準は世界遺産センター公表の登録基準からの翻訳、引用である）。
- (2) ある期間を通じてまたはある文化圏において、建築、技術、記念碑的芸術、都市計画、景観デザインの発展に関し、人類の価値の重要な交流を示すもの。
- (3) 現存するまたは消滅した文化的伝統または文明の、唯一のまたは少なくとも稀な証拠。
- (5) ある文化（または複数の文化）を代表する伝統的集落、あるいは陸上ないし海上利用の際立った例。もしくは特に不可逆的な変化の中で存続が危ぶまれている人と環境の関わりあいの際立った例。